# Aide juridictionnelle en France
Pour les autres articles nationaux ou selon les autres juridictions, voir Aide juridictionnelle.
Pour les articles homonymes, voir AJ.
L'aide juridictionnelle (AJ), également appelée aide juridique,, en France est une aide financière accordée aux justiciables dont les revenus sont insuffisants pour accéder à la Justice en France. Elle prend en charge, en totalité ou en partie, les frais de procédure et d'expertise, et les honoraires de l'avocat, l'aide étant versée directement à celui-ci.

## Application
Historiquement, la première réglementation est issue de 1851 (assistance judiciaire) et était appliquée pour des indigents. En 1972, on a commencé à payer les avocats pour l'aide judiciaire.
L'aide juridictionnelle est assurée par la loi no 91-647 du 10 juillet 1991 relative à l'aide juridique et par le décret no 91-1266 du 19 décembre 1991 portant application de la loi no 91-647 du 10 juillet 1991 relative à l'aide juridique.
L'aide juridictionnelle peut être accordée pour toute action en justice, que ce soit, notamment devant:
- une juridiction judiciaire : tribunal d'instance, tribunal de grande instance, conseil de prud'hommes, tribunal de commerce, cour d'appel, Cour de cassation…
- une juridiction administrative : tribunal administratif, cour administrative d'appel, Conseil d'État, Cour nationale du droit d'asile…

ainsi qu'à l'occasion de l'exécution d'une décision de justice ou de tout autre titre exécutoire.
L'État inscrit au budget 2019 une dépense de 506,72 millions d'euros pour l'aide juridictionnelle, près de 900 000 justiciables en bénéficiant par an . En 2017 sur les 985 110 admissions à l'aide, 581 123 ont concerné les contentieux civils et administratifs et 403 727 les contentieux pénaux. Les insuffisances du système d'être fortement critiquées par les commis d'office . En mai 2016, le site justice.fr est lancé par les pouvoirs publics afin d'améliorer l'accès au plus grand nombre à la justice, de faciliter les démarches et de communiquer autour de l'aide juridictionnelle.
Une fois l'aide juridictionnelle accordée, celle-ci doit être utilisée au plus tard un an après son accord. En cas de poursuite des litiges (appels, pourvois, etc.), le bénéfice de l'aide demeure sans qu'il soit nécessaire de formuler une nouvelle demande.
En revanche, en cas de pourvoi en cassation, le bénéficiaire de l'aide doit prouver qu'il a des moyens de cassation sérieux pour le succès de ses prétentions.

## Les conditions de ressources
Pour bénéficier de l'aide, le revenu fiscal de référence de l'année précédant la demande, sans tenir compte des prestations familiales et sociales, doit être inférieure à un plafond de ressources fixé par décret et réévalué chaque année. À partir de la seconde moitié de l'année, les bureaux d'aide juridictionnelle demandent, comme la loi les y autorise, de justifier des ressources depuis le 1er janvier de l'année en cours (bulletins de salaire, loyers perçus, ...). 
Depuis la loi n°2020-1721 du 29 décembre 2020, l'aide juridictionnelle peut être refusée si le patrimoine mobilier ou immobilier (hors domicile et locaux professionnels) de la personne dépasse un plafond annuel déterminé par décret en Conseil d'Etat. 
La justification des ressources n'est pas exigée dans les situations suivantes :
- les bénéficiaires du revenu de solidarité active ou RSA (qui a remplacé le revenu minimum d'insertion ou RMI) ou du fonds national de solidarité ou d'insertion. Il suffit de fournir l'attestation d'attribution, car elle atteste de faibles ressources ;
- les personnes formulant une demande sur le fondement du code des pensions militaires d'invalidité et des victimes de la guerre devant le tribunal des pensions, la cour régionale des pensions et le Conseil d'État ;
- les mineurs entendus dans toute procédure les concernant ;
- les victimes des crimes d'atteintes les plus graves (d'atteintes volontaires à la vie ou à l'intégrité de la personne) ;
- les victimes de viol ;
- les victimes d'actes de terrorisme ;
- les ayants droit (héritiers) des victimes de ces infractions.

La propriété de biens meubles ou immeubles doit également être déclarée, même s'ils ne sont pas productifs d'argent ou d'intérêt. Cependant, les biens qui ne peuvent pas être vendus, ou qui ne peuvent être vendus sans aggraver la situation du demandeur, ne sont pas pris en considération.

### Barèmes
Un barème est publié, fixant le montant de revenus en deçà desquels l'aide peut être attribuée. À ce barème doit être ajouté un montant pour toute personne à charge (conjoint, enfants, etc.). De là est déterminé si l'aide est totale ou partielle.
En cas d'aide juridictionnelle partielle, l'État ne prend à sa charge qu'une fraction des coûts minimaux. La partie restante peut-être soumise à une négociation avec l'avocat, et éventuellement déboucher sur un honoraire complémentaire. Ainsi, par exemple une prise en charge à 85 % de l'État peut très bien avoir pour conséquence que le justiciable doive payer une somme égale à celle de l'État s'il en a été négocié ainsi, et non pas 15 % du barème de l'État. En effet les avocats, même commis d'office sont libres de choisir leurs clients et libres de pratiquer les tarifs qu'ils négocient avec leur client. En pratique si l'état prend en charge une cinquantaine d'euros de l'heure, ce montant est immuable et le client doit la différence avec les honoraires négociés (par exemple 150 euros de l'heure).
Au contraire, la tarification des auxiliaires de justice (huissiers, etc.) est "à l'acte" et fixée par leur ordre (ordre des huissiers, etc.) et le justiciable ne paye que la différence entre la totalité et la part prise en charge.

#### Barème détaillé
Sauf mention explicite dans la loi, les montants, en France, sont toujours en brut.
Depuis la circulaire du 15 janvier 2018 :
- Aide totale à 100% : 1017 euros bruts par mois (soit 1017/1498,46 = 0,68 SMIC)
- Aide partielle à 55% : 1202 euros bruts par mois (soit 0,80 SMIC)
- Aide partielle à 25% : 1525 euros bruts par mois (soit 1,02 SMIC)

L'ensemble de ces plafonds de ressources sont majorés de 18% pour chacune des deux premières personnes à charge, et encore 11,37% pour chacune des personnes à charge supplémentaires.

## Formalités

### BAJ et BRAJ
Chaque tribunal judiciaire comporte un bureau d'aide juridictionnelle, dit « BAJ ».
Depuis le 1er janvier 2025, diverses juridictions, dont Paris et Toulouse, ont un bureau régional d'aide juridictionnelle compétent pour l’ensemble de la cour d'appel, dit « BRAJ ».

### Introduction de la demande
La demande d'aide juridictionnelle doit être formée à partir du document Cerfa no 12467#01 disponible en téléchargement sur le site du service public ou du ministère de la Justice (4 pages au format PDF).
Une série de pièces annexes listées sur le guide d'aide doivent être jointes.
La demande doit être adressée au bureau d'aide juridictionnelle (BAJ) situé auprès du tribunal judiciaire de la juridiction concernée (de préférence) ou du domicile du demandeur de l'aide, ou alors du bureau régional d'aide juridictionnelle compétent pour l’ensemble de la cour d'appel (« BRAJ »).

### Délais
Le dépôt d'une demande d'aide juridictionnelle a une influence sur les délais en matière judiciaire et administrative (la plupart des tribunaux).
En application de la jurisprudence actuelle, notamment celle de quelques cours d'appel et de la Cour de cassation, « l’introduction d’une demande d’aide juridictionnelle interrompt les délais pour conclure jusqu’à, en cas d’admission, la désignation de l’auxiliaire de justice », principe qui avait déjà été consacré par la Cour européenne des Droits de l'Homme dans sa décision du 6 octobre 2011 no 52124/08 Staszkow c/ France, la France ayant été condamnée par les juges européens. Toutefois, en matière pénale, où les délais sont très courts, le dépôt de la demande d'AJ est nul et ne suspendra donc pas le délai pour se pourvoir s'il n'est pas accompagné de la déclaration de pourvoi rédigé et signé par le demandeur de l'AJ, cette règle obéissant à l'article 576 du CPP qui dispose que « La déclaration de pourvoi doit être faite au greffier de la juridiction qui a rendu la décision attaquée. Elle doit être signée par le greffier et par le demandeur en cassation lui-même ou par un avocat près la juridiction qui a statué, ou par un fondé de pouvoir spécial ; dans ce dernier cas, le pouvoir est annexé à l'acte dressé par le greffier. (...) » En outre, l'envoi de la déclaration de pourvoi par lettre RAR est nul puisqu'elle doit être remise au greffe contre récépissé. La difficulté du demandeur de l'AJ d'une affaire pénale devant le bureau d'AJ de la CC est donc de joindre la déclaration de pourvoi en même temps que sa demande d'AJ et, s'il réside dans un lieu éloigné géographiquement du greffe de la juridiction pénale concernée, le demandeur de l'AJ devra programmer et financer un voyage aller retour aux horaires du greffe pénal concerné pour y remettre sa déclaration de pourvoi contre récépissé, ou bien il devra solliciter à distance les services d'un avocat ou d'un huissier qui pourront l'un ou l'autre déposer au greffe pénal concerné la déclaration de pourvoi muni d'un pouvoir du demandeur de l'AJ, l'auxiliaire de justice pourra alors retransmettre le récépissé du greffe au demandeur de l'AJ. Ce n'est qu'une fois muni du récépissé de sa déclaration de pourvoi que le demandeur de l'AJ devant le bureau d'AJ de la Chambre criminelle de la Cour de cassation sera recevable en sa demande. Sans l'accomplissement préalable de cette formalité, la demande d'AJ pénale devant le bureau d'AJ de la Cour de cassation sera incomplète, puis, si elle n'est complétée dans un bref délai, elle sera caduque et le demandeur à l'AJ ne pourra plus se pourvoir sauf à payer en urgence un avocat au Conseil d'État et à la Cour de cassation à ses frais, en empruntant à sa banque ou à des tiers, ou aux frais de son assureur de protection juridique.
Lorsque l'aide est nécessaire pour une instance qui doit se dérouler rapidement (par exemple avant un mois, ou dans le cas de référés), l'accord de l'aide juridictionnelle doit être demandé à titre provisoire.
De même, dans le cadre d'une démarche en cas d'appel en matière judiciaire, la demande doit également être faite auprès du TGI dans lequel se situe la cour d'appel, toujours à titre provisoire.
En effet, une demande d'aide juridictionnelle n'interrompt pas les délais d'appel.
Comme en disposent les articles 40, 43 et 43-1 du décret no 91-1266 du 19 décembre 1991 « la juridiction avisée du dépôt d'une demande d'aide juridictionnelle est tenue de surseoir à statuer dans l'attente de la décision statuant sur cette demande. »
Toutefois, puisque l'aide juridictionnelle n'interrompt pas les délais d'appel, il convient donc que le justiciable démarche par tous moyens des avocats du barreau habilité afin que l'un d'entre eux consente à procéder à une simple déclaration d'appel par RPVA, acte conservatoire simple et rapide.
Depuis la disparition de la profession d'avoué, le bénéficiaire de l'aide juridictionnelle a faculté à demander à son avocat désigné en aide juridictionnelle pour une procédure de premier degré une attestation spécifiant qu'il est en possession d'une clef RPVA et qu'il déclarera lui-même appel dans les délais d'appel impartis à la demande de son client. Cette attestation de l'avocat désigné pour une procédure de premier degré prémunira le bénéficiaire de l'aide juridictionnelle contre toute forclusion du délai d'appel qui est souvent court — sauf dispositions contraires dix jours au tribunal correctionnel (sans avocat obligatoire y compris pour ordonnance de non lieu l'avocat pouvant être désigné ultérieurement avec la copie du récépissé du greffe pénal), quinze jours pour une ordonnance et référé administratif (sans avocat obligatoire s'il s'agit d'un contredit l'avocat pouvant être désigné ultérieurement avec la copie du récépissé du greffe civil), un mois pour un jugement civil (quinze jours après le prononcé du jugement en matière gracieuse) sans avocat obligatoire devant le tribunal de commerce, l'avocat pouvant être désigné ultérieurement avec la copie du récépissé du greffe commercial, etc. Cette attestation de l'avocat étant une simple matérialisation d'une pleine application de l'article 8 de la loi no 91-647 du 10 juillet 1991 relative à l'aide juridique, le bénéficiaire de l'aide juridictionnelle est en droit de demander la désignation d'un nouvel avocat au bâtonnier de l'ordre des avocats du barreau concerné en cas de réticence de l'avocat initialement désigné à établir cette attestation alors que l'enjeu est important ou que l'affaire est complexe et qu'un jugement d'une juridiction de deuxième degré est sérieusement envisageable.
Ainsi, c'est à l'issue de la déclaration d'appel, acte conservatoire, que les délais sont interrompus pour qu'un avocat soit officiellement désigné par le bureau d'aide juridictionnelle afin de conclure devant la cour.
L'aide juridictionnelle suspend donc les délais pour conclure mais ne suspend pas les délais pour déclarer l'appel dans les délais, parfois très courts.
Cependant, lorsqu'il est impossible pour un justiciable qui est admis à l'aide juridictionnelle et qui a demandé la désignation d'un avocat commis d'office, de lancer une déclaration d'appel faute d'avocat désigné dans les délais alors celui-ci, sitôt que l'avocat a été désigné, doit demander à être relevé de la forclusion selon l'article 540 du code de procédure civile et la jurisprudence qui y est attachée.

### Recours
L'aide juridictionnelle est considérée comme une décision d'administration judiciaire.
Ainsi tout recours doit être déposé auprès du président de la juridiction compétente, c'est-à-dire judiciaire ou administrative suivant le contexte, et non pas exclusivement auprès de la juridiction administrative.
La caducité de la demande n'est pas susceptible de recours. Si toutefois la demande d'aide juridictionnelle est frappée de caducité après l'expiration d'un délai imparti par le bureau d'aide juridictionnelle au demandeur pour communiquer des pièces complémentaires, la caducité ne peut pas faire l'objet d'un recours, le demandeur étant toutefois libre de demander au président du bureau par lettre RAR adressée dans les quinze jours à ce que la caducité soit rapportée en vertu de l'article 468 du CPC dans l'éventualité où le demandeur peut prouver que des impondérables l'ont empêché de produire les pièces sollicitées dans les temps (art. 2234 du code civil).
De surcroît, si le retard est inférieur à deux mois et si la demande d'aide juridictionnelle est frappée de caducité après qu'un délai inférieur à deux mois ait été imparti par le bureau d'aide juridictionnelle pour recevoir des documents, le demandeur peut également, dans sa demande de relevé de caducité, exciper des dispositions de l'article 42 du décret no 91-1266 du 19 décembre 1991 qui dispose que : « Si le requérant ne produit pas les pièces nécessaires, le bureau ou la section du bureau peut lui enjoindre de fournir, dans un délai qu'il fixe et qui ne saurait excéder deux mois à compter de la réception de la demande qui lui est faite, tout document mentionné à l'article 34, même en original, ou tout renseignement de nature à justifier qu'il satisfait aux conditions exigées pour bénéficier de l'aide juridictionnelle ».
En pratique le bureau d'aide juridictionnelle de Paris demande un délai de 7 jours pour fournir photocopie de l'ensemble des bulletins de salaire depuis le 1er janvier de l'année en cours, compte tenu des délais de la poste pouvant aller de 1 à 4 jours maximum, cela laisse 3 jours de délai pratique pour fournir les photocopies.

## Situations particulières

### Nationalité
Personne ne peut être discriminé du fait de sa nationalité. Les seules personnes exclues de l'aide juridictionnelle du fait de leur nationalité seraient celles dont le pays discriminerait les français (principe de réciprocité).
Selon la loi du 10 juillet 1991, l'aide peut être accordée à des personnes étrangères, dans un des cas suivants :
- un ressortissant de l'un des États membres de l'Union européenne ;
- un ressortissant d'un État ayant conclu une convention internationale avec la France ;
- une personne résidant habituellement en France en situation régulière (condition supprimée en 2024). 
  - Toutefois, cette condition de résidence n'est pas exigée notamment si le justiciable est mineur, témoin assisté, mis en examen, prévenu, accusé, condamné, partie civile ou s'il fait l'objet de la procédure de comparution sur reconnaissance préalable de culpabilité (article 3 de la loi).
  - La condition de régularité du séjour a été jugée inconstitutionelle dans la réponse rendue le 28 mai 2024 à une question prioritaire de constitutionalité[15]. Le Conseil constitutionnel a en effet alors conclu qu'exclure de l’accès à l’aide juridictionnelle les personnes étrangères en situation de séjour irrégulier était contraire au principe d’égalité devant la justice.

Si l'audience est prévue sous moins d'un mois, une aide provisoire peut être demandée.

### Avocat désigné d'office
L'assistance d'un avocat est également accordée, sans condition de ressources, à :
- la personne détenue faisant l'objet d'une procédure disciplinaire ou d'isolement en établissement pénitentiaire ;
- la personne gardée à vue, dont l'intervention d'un avocat désigné d'office pour s'entretenir avec elle, est nécessaire.

Si un demandeur de l'aide ne spécifie pas le nom d'un avocat, celui-ci doit être désigné d'office par un représentant du barreau statuant auprès du bureau d'AJ. Et si l'avocat désigné d'office ne satisfait pas à ses obligations (présentation d'un mémoire, présentation à l'audience), le tribunal doit surseoir à statuer.